# Countrywide Classic 1999 - Qualificazioni doppio
Le qualificazioni del doppio  del Countrywide Classic 1999 sono state un torneo di tennis preliminare per accedere alla fase finale della manifestazione. I vincitori dell'ultimo turno sono entrati di diritto nel tabellone principale. In caso di ritiro di uno o più giocatori aventi diritto a questi sono subentrati i lucky loser, ossia i giocatori che hanno perso nell'ultimo turno ma che avevano una classifica più alta rispetto agli altri partecipanti che avevano comunque perso nel turno finale.
Le qualificazioni del doppio del torneo Countrywide Classic 1999 prevedevano 4 coppie partecipanti di cui una è entrata nel tabellone principale.

## Teste di serie
1. Mitch Sprengelmeyer /  Jason Weir-Smith (ultimo turno)

1. Michael Joyce /  Kyle Spencer (Qualificati)

## Qualificati
1. Michael Joyce  /   Kyle Spencer

## Tabellone

### Legenda
| - Q = Qualificato - WC = Wild card - LL = Lucky loser | - ALT = Alternate - SE = Special Exempt - PR = Protected Ranking | - w/o = Walkover - r = Ritirato - d = Squalificato |

|  | Primo turno | Primo turno                          | Primo turno                          | Primo turno | Primo turno |  |  | Ultimo turno | Ultimo turno                         | Ultimo turno | Ultimo turno | Ultimo turno |  |
|  |             |                                      |                                      |             |             |  |  |              |                                      |              |              |              |  |
|  | 1           | Mitch Sprengelmeyer Jason Weir-Smith | Mitch Sprengelmeyer Jason Weir-Smith | 7           | 6           |  |  |              |                                      |              |              |              |  |
|  |             | Mardy Fish John Roddick              | Mardy Fish John Roddick              | 6           | 1           |  |  | 1            | Mitch Sprengelmeyer Jason Weir-Smith | 7            | 3            | 4            |  |
|  | 2           | Michael Joyce Kyle Spencer           | Michael Joyce Kyle Spencer           | 6           | 6           |  |  | 2            | Michael Joyce Kyle Spencer           | 6            | 6            | 6            |  |
|  |             | Torrey Gambill Niko Karagiannis      | Torrey Gambill Niko Karagiannis      | 1           | 2           |  |  |              |                                      |              |              |              |  |